# Tính chất vật lý
Thuộc tính vật lý hay tính chất vật lý là bất kỳ thuộc tính nào có thể đo lường được, có giá trị mô tả trạng thái của một hệ vật lý. Những thay đổi về tính chất vật lý của một hệ thống có thể được sử dụng để mô tả những thay đổi của nó giữa các trạng thái nhất thời. Tính chất vật lý thường được gọi là thuộc tính quan sát được. Chúng không phải là thuộc tính phương thức. Thuộc tính vật lý định lượng được gọi là đại lượng vật lý.
Tính chất vật lý thường được đặc trưng là tính chất chuyên sâu và rộng rãi. Một thuộc tính chuyên sâu không phụ thuộc vào kích thước hoặc mức độ của hệ thống, cũng không phụ thuộc vào lượng vật chất trong đối tượng, trong khi một thuộc tính rộng rãi cho thấy mối quan hệ phụ gia / cộng thêm. Các phân loại này nói chung chỉ có giá trị trong các trường hợp khi các phân vùng nhỏ hơn của mẫu không tương tác trong một số quy trình vật lý hoặc hóa học khi kết hợp.
Các thuộc tính cũng có thể được phân loại theo tính chất định hướng của chúng. Ví dụ, các tính chất đẳng hướng không thay đổi theo hướng quan sát và các tính chất dị hướng không có phương sai không gian.
Có thể khó xác định liệu một thuộc tính nhất định có phải là thuộc tính vật lý hay không. Màu sắc, ví dụ, có thể được nhìn thấy và đo lường; tuy nhiên, những gì người ta coi là màu sắc thực sự là một sự giải thích các tính chất phản chiếu của một bề mặt và ánh sáng được sử dụng để chiếu sáng nó. Trong ý nghĩa này, nhiều thuộc tính vật lý bề ngoài là thuộc tính mang tính giám sát. Một thuộc tính giám sát là một thuộc tính thực tế, nhưng là thứ yếu đối với một số thực tế cơ bản. Điều này tương tự như cách mà các đối tượng được giám sát trên cấu trúc nguyên tử. Một cái cốc có thể có các tính chất vật lý về khối lượng, hình dạng, màu sắc, nhiệt độ, v.v., nhưng các tính chất này có tính giám sát đối với cấu trúc nguyên tử cơ bản, do đó có thể được giám sát trên cấu trúc lượng tử cơ bản.
Thuộc tính vật lý tương phản với thuộc tính hay tính chất hóa học quyết định cách thức vật chất phản ứng trong phản ứng hóa học.

## Danh sách thuộc tính
Các tính chất vật lý của một đối tượng được xác định theo truyền thống của cơ học cổ điển thường được gọi là tính chất cơ học. Các loại thuộc tính khác, thường được trích dẫn, là tính chất điện và tính chất quang học. Ví dụ về các tính chất vật lý bao gồm:
- Hấp thụ
- Suất phản chiếu
- Mô men động lượng
- Diện tích
- Độ giòn
- Nhiệt độ bay hơi
- Điện dung
- Màu sắc
- Nồng độ
- Khối lượng riêng
- Điện môi
- Độ dẻo
- Efficacy
- Lực đàn hồi
- Điện tích
- Dẫn điện
- Trở kháng
- Điện trường
- Điện thế
- Quang phổ phát xạ
- Lưu lượng dòng chảy
- Tần số
- Độ cứng
- Hiện tượng tự cảm
- Chiều dài
- Ánh (khoáng vật học)
- Độ dẻo
- Từ trường
- Từ thông
- Khối lượng
- Nhiệt độ nóng chảy
- Mômen lưỡng cực từ
- Động lượng
- Opacity (optics)
- Độ từ thẩm
- Biến dạng dẻo
- Áp suất
- Radiance
- Dẫn điện
- Reflectivity
- Chiết suất
- spin
- Độ hòa tan
- Nhiệt dung riêng
- Sức bền vật liệu
- Nhiệt độ
- Độ dẫn nhiệt
- Vận tốc
- Độ nhớt
- Thể tích